# South Kirkby and Moorthorpe
South Kirkby and Moorthorpe ist eine Stadt, die zum Metropolitan Borough Wakefield in West Yorkshire, England gehört.

## Geschichte
Die angelsächsischen Dörfer South Kirkby und Moorthorpe wurden erstmals im Jahre 1086 im Domesday Book erwähnt. Bis zum Beginn der industriellen Revolution waren die Siedlungen von der Landwirtschaft geprägt.
Später lebte South Kirkby and Moorthorpe von Kohlebergbau und Textilindustrie. Im Jahre 2022 hatte die Stadt 11.297 Einwohner.

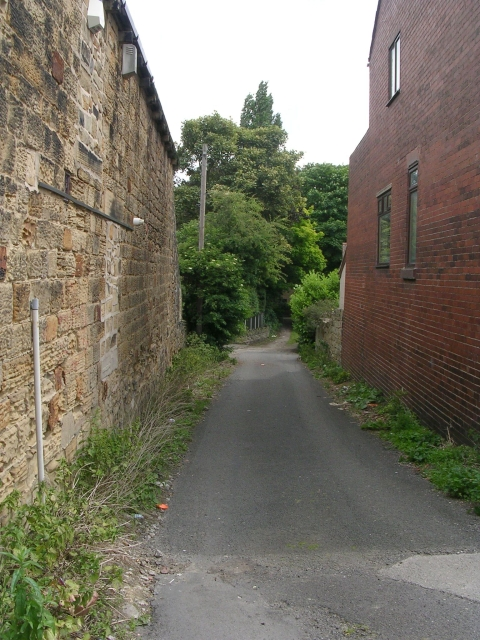
Chapel Lane - Northfield Lane
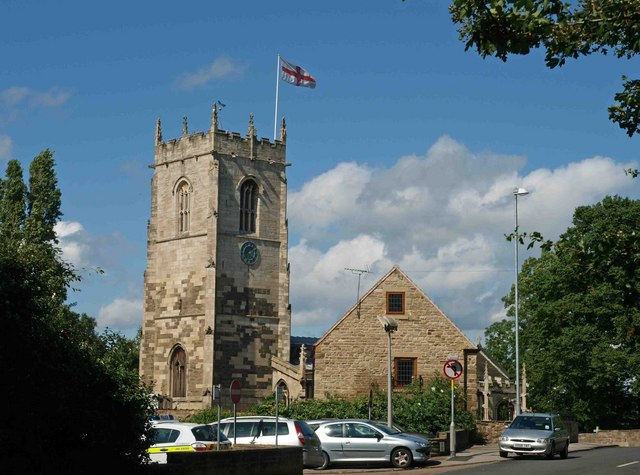
All Saints Church
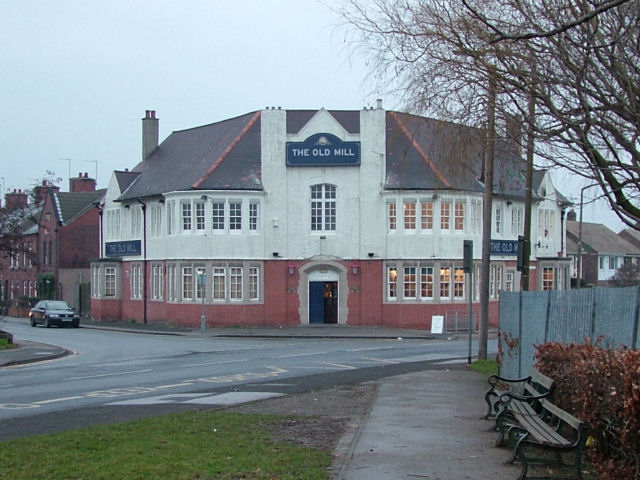
The Old Mill

## Städtepartnerschaft
South Kirkby and Moorthorpe unterhält eine Städtepartnerschaft mit
- Sprockhövel, Deutschland